# 오쿠보 쓰네하루
오쿠보 쓰네하루(일본어: 大久保常春, 1675년 3월 27일 ~ 1728년 10월 11일)는 에도 시대 중기의 다이묘이다. 시모쓰케 가라스야마 번 초대 번주를 지냈다. 에도 막부에선 와카도시요리, 노중을 역임하였다. 가라스야마 번 오쿠보가(烏山藩大久保家) 제2대 당주.
| 전임 오쿠보 다다타카 | 제2대 오미국의 다이묘 (오쿠보가) 1699년 ~ 1725년 | 후임 가라스야마 번으로 전봉 |

| 전임 이나가키 데루카타 | 제1대 가라스야마 번 번주 (오쿠보가) 1725년 ~ 1728년 | 후임 오쿠보 다다타네 |